# Дерек Тарр
Дерек Тарр (англ. Derek Tarr; нар. 15 вересня 1959) — колишній південноафриканський тенісист.
Найвищу одиночну позицію світового рейтингу — 87 місце досяг 12 вересня, 1983, парну — 80 місце — 3 січня, 1983 року.
Найвищим досягненням на турнірах Великого шолома був чвертьфінал в парному розряді.

## Титули на челленджерах

### Парний розряд: (3)
| Ранг | Рік  | Турнір                      | Покриття | Партнер        | Суперники                   | Рахунок       |
| ---- | ---- | --------------------------- | -------- | -------------- | --------------------------- | ------------- |
| 1.   | 1982 | Бухгольц, Західна Німеччина | Тверде   | Майк Гендолфо  | Їржі Пруха Тенні Свенссон   | 6–4, 6–4      |
| 2.   | 1985 | Вест-Палм-Біч, США          | Ґрунт    | Ерік Ван'т Гоф | Леонардо Лаваль Хайме Їсага | 6–2, 6–0      |
| 3.   | 1986 | Вест-Палм-Біч, США          | Ґрунт    | Джон Росс      | Ріккі Браун Тім Сіґел       | 4–6, 6–4, 6–4 |